# Al-Muhallab ibn Abi Suffrah
Al-Muhállab bin Abi Súffrah (árabe: أبو سعيد, المهلب بن أبي صفرة الأزدي), también conocido como Abu Saíd (c.  632, Omán/Emiratos Árabes Unidos – febrero de 702, Jorasán), fue un guerrero y general árabe azdi, originario de Dibba, la actual frontera entre Omán y EAU. Fue un participante importante en los acontecimientos políticos de su tiempo y objeto de alabanza de muchos poetas. También es considerado el fundador de la tribu Bu Saíd, algunos de cuyos miembros habían sido gobernantes de Omán de la dinastía Al Said desde el siglo XVIII.

## Carrera
Al-Muhálab sirvió bajo el califa Mu'awíyah, haciendo campaña en Asia meridional y asaltando el país entre Kābul y Multān. Posteriormente estuvo destinado en las provincias orientales, donde lleva a cabo expediciones contra la ciudad de Samarcanda para los gobernadores de Jorasán, en el noreste de la moderna Irán. Poco después de la muerte de Mu'awiyah, en el año 680, la comunidad islámica se convulsionó por las guerras civiles. Durante este tiempo al-Muhállab abandonó a los omeyas y se alineó con el anti-califa Abd Allah ibn al-Zubayr, quien le confió la supresión de las rebeliones jariyitas en Irak por el Azariqa. Basora posteriormente se conoció como Basra al-Muhállab.
En 698, fue nombrado gobernador de Jorasán por Al-Hayyach hasta su muerte, cuando fue sucedido por su hijo Yazid Ibn al-Muhallab. El auge de los muhallábidas y el omaní Azd en Jorasán y Basora está vinculada a su alianza con el Rabi'ah contra la Mudar. 
Luchó en la batalla de Qadisiyah contra los persas con el gran líder musulmán Uthmán bin Abi al-Aas.